# Lampros Kontogiannis
Lampros Kontogiannis (* 1. August 1988 in Manzanillo, Colima) ist ein mexikanischer Fußballspieler griechischer Abstammung, der vorwiegend im defensiven Mittelfeld agiert.

## Laufbahn
Kontogiannis begann seine Laufbahn als Profispieler beim Club América, für den er am 16. August 2008 in einem Auswärtsspiel beim CF Pachuca (1:1) zu seinem ersten Einsatz in der mexikanischen Primera División kam. Außerdem kam er elfmal für das Farmteam Socio Águila zum Einsatz. 
Nach einer Station beim Zweitligisten Albinegros de Orizaba kehrte er für die Saison 2011/12 in die erste Liga zurück, kam dort allerdings nur zu zwei Kurzeinsätzen für die UANL Tigres, mit denen er in der Apertura 2011 den mexikanischen Meistertitel gewann. Danach spielte er in der Saison 2012/13 erneut in der zweiten mexikanischen Liga, diesmal bei den UAT Correcaminos. 2014 wechselte er zum peruanischen Erstligisten FBC Melgar.

## Erfolge
- Mexikanischer Meister: Apertura 2011